# إيمون دي فاليرا

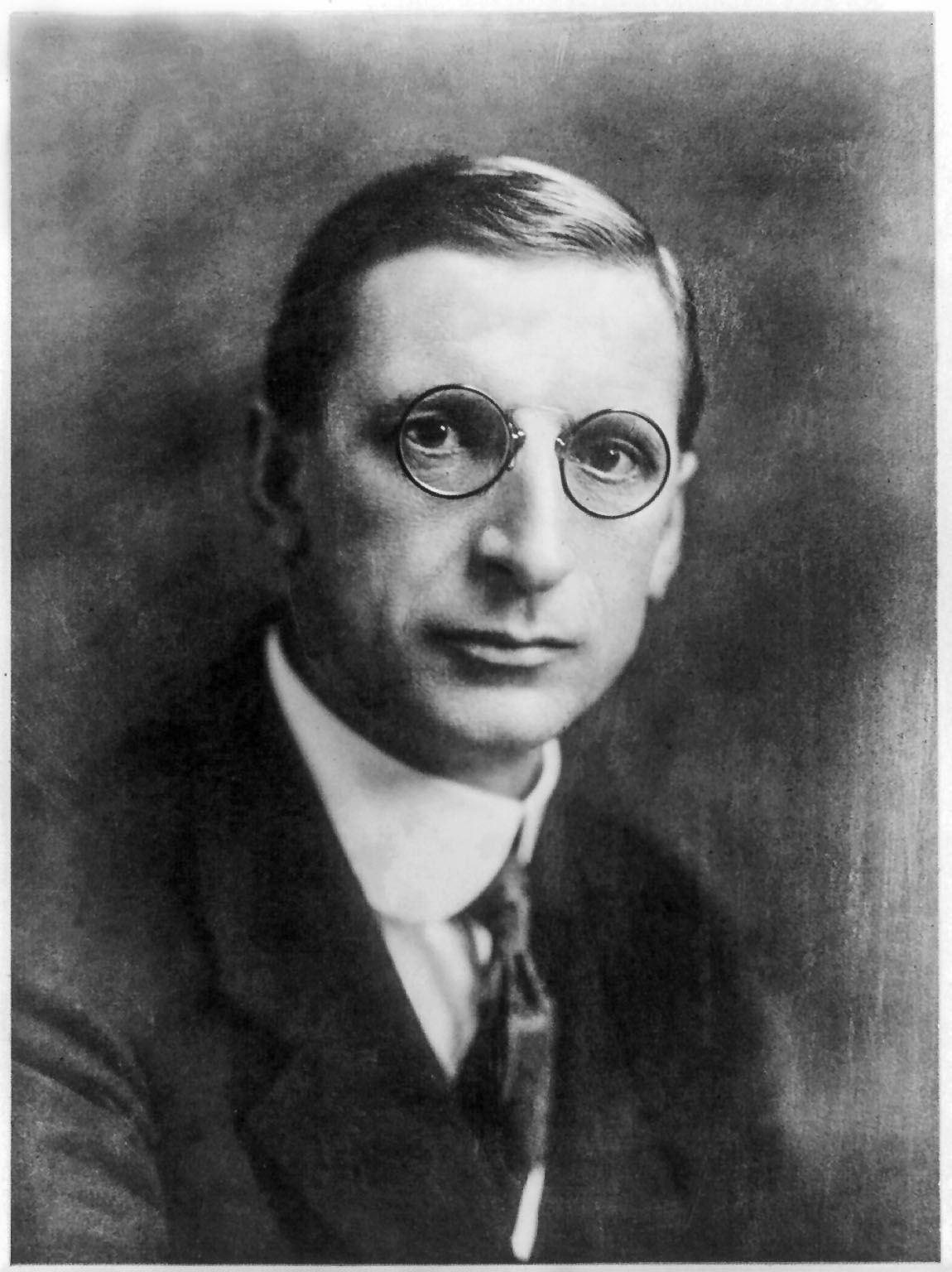
إيمون دي فاليرا

إيمون دي فاليرا (بالإنجليزية: Éamon de Valera) (1882 - 1975م). أحد زعماء أيرلندا الذين كافحوا من أجل نيل الاستقلال. كان رئيساً للوزراء ثلاث مرات بعد عام 1937م، وانتخب رئيسًا للجمهورية عامي 1959 و1966م. كان رئيس لجمهورية إيرلندا من عام 1932م إلى 1937م.
كان دي فاليرا قائدًا للكتيبة الثالثة من جيش المتطوعين الأيرلندي في بولاند ميل خلال ثورة عيد الفصح عام 1916. قُبض عليه وصدر بحقه حكم الإعدام، لكنه نجا منه وأُطلق سراحه لعدة أسباب، بما في ذلك جنسيته الأمريكية ورد الفعل العام على إعدام البريطانيين لقادة الثورة. عاد إلى أيرلندا بعد أن سُجن في إنجلترا، وأصبح أحد الشخصيات السياسية الرائدة في حرب الاستقلال. وبعد توقيع المعاهدة الإنجليزية الأيرلندية، شغل دي فاليرا منصب الزعيم السياسي لحزب الشين فين المناهض للمعاهدة حتى عام 1926، وذلك حين ترك الحزب مع العديد من الأنصار بهدف تأسيس حزب فيانا فايل، حزب سياسي جديد تخلى عن سياسة الامتناع عن التصويت في دويل أيرن.
وانطلاقًا من هناك، أصبح دي فاليرا في واجهة السياسة الأيرلندية حتى مطلع ستينيات القرن العشرين. إذ تولى منصب رئيس الحكومة عوضًا عن دبليو. تي. كوزغريف وأصبح فيما بعد تيشخ (رئيس الوزراء الأيرلندي)، مع اعتماد دستور أيرلندا في 1937. شغل منصب رئيس الوزراء لثلاث مرات: من 1937 إلى 1948، ومن 1951 إلى 1954، وأخيرًا من 1957 إلى 1959. ولا تزال ولايته الأطول من ناحية إجمالي عدد أيام الخدمة في هذا المنصب. استقال عام 1959 بعد انتخابه رئيسًا لأيرلندا. وبحلول ذلك الوقت، كان قد تزعم حزب فيانا فايل لمدة 33 عامًا، وبات دوره ودور الأعضاء المؤسسين الأقدم ثانويًا مقارنة بالوزراء الجدد مثل جاك لينش وتشارلز هوهي ونيل بلاني. شغل دي فاليرا منصب رئيس أيرلندا من 1959 إلى 1973، لولايتين كاملتين.
تطورت معتقدات دي فاليرا السياسية من الجمهوريانية الأيرلندية المتشددة إلى المحافظة الاجتماعية والثقافية والمالية القوية. ووُصف بأنه يتمتع بسلوك صارم ومتحفظ ومراوغ أيضًا. وأحدث دوره في الحرب الأهلية آراءً متباينة حول إرثه، مما جعله شخصية جدلية في التاريخ الأيرلندي. إذ يرى كاتب السيرة الذاتية تيم بات كوغان أن الفترة التي أمضاها في السلطة اتسمت بالركود الاقتصادي والثقافي، في حين يجادل ديارميد فيريتر أن الصورة النمطية لدي فاليرا بأنه شخصية متشددة وباردة وحتى متخلفة قد لُفقت بأساسها في ستينيات القرن العشرين، وهي صورة مغلوطة.

## حياته
ولد دي فاليرا ي لأب أسباني وأم أيرلندية في نيويورك. قضى طفولته في أيرلندا، وأصبح أحد قادة ثورة الفصْح الفاشلة سنة 1916. حكمت عليه محكمة بريطانية بالإعدام، ولكن، خُفِّض الحكم إلى السجن المؤبد لأنه من مواليد أمريكا. أطلق سراحه عام 1917 وانتخب عضوًا في البرلمان البريطاني. وانتخبه مؤتمر الشين فين رئيسًا للجمهورية الأيرلندية وهي منظمة على الورق. وأودع السجن سنة 1918. وهرب دي فاليرا عام 1919 إلى الولايات المتحدة.
في سنة 1921م اشترك دي فاليرا في مفاوضات مع الحكومة البريطانية أدت إلى إقامة الجمهورية الأيرلندية. لكن هذه التسوية أدت إلى تقسيم أيرلندا فعارضها. في سنة 1926م، ترك دي فاليرا منصبه كرئيس للشين فين، لأن الحزب رفض الاعتراف بمجلس أيرلندا الذي كان على أعضائه أداء قسم الولاء للتاج البريطاني. ثم شكل حزب فيانا فيل الذي سيطر على الحكومة في عام 1932م. شغل منصب رئيس الوزراء من عام 1937 إلى 1948 ومن عام 1951 إلى عام 1954، ومن عام 1957 إلى عام 1959.

## السنوات الثورية

### ثورة عيد الفصح 1916
في 24 أبريل 1916، بدأت ثورة عيد الفصح. واحتلت القوات التي يقودها دي فاليرا بولاند ميل في شارع غراند كانال في دبلن. وكانت مهمتها الأساسية تغطية المداخل الجنوبية الشرقية للمدينة. وبعد أسبوع من القتال، صدرت أوامر الاستسلام من باتريك بيرس. حوكم دي فاليرا عسكريًا وأُدين وصدر بحقه حكم الإعدام، ولكن الحكم خُفف مباشرة إلى الأشغال الشاقة مدى الحياة.
كان دي فاليرا من بين القادة الجمهوريين القلائل الذين لم يعدمهم البريطانيون. قيل إن حياته قد أُنقذت بفضل أربع حقائق. أولًا، كان من آخر الذين استسلموا، واحتُجز في سجن مختلف عن الزعماء الآخرين، وبالتالي تأخر إعدامه لأسباب عملية. ثانيًا، قدمت القنصلية الأمريكية في دبلن اعتراضات قبل محاكمته (هل كان مواطنًا أمريكيًا بالفعل، وإذا كان الأمر كذلك، فكيف سيكون رد فعل الولايات المتحدة على إعدام أحد مواطنيها؟)، وجاء هذا التدخل بينما كان الوضع القانوني المفصل المحيط بقضيته قيد التوضيح. وكانت المملكة المتحدة في ذلك الوقت تحاول إقحام الولايات المتحدة بالحرب في أوروبا، وكان التصويت الأمريكي الأيرلندي مهمًا في السياسة الأمريكية. ثالثًا، عندما استعرض الفريق السير جون ماكسويل قضيته، قال: «من هو؟ لم أسمع عنه من قبل. وهل من المحتمل أن يسبب مشاكل في المستقبل؟». وعندما قيل له إن دي فاليرا ليس بتلك الأهمية، خفف عنه حكم الإعدام الصادر عن المحكمة العسكرية إلى السجن مدى الحياة. ولم يكن لدي فاليرا تاريخ شخصي مع حركة الفينيان ولا كان لأي فرد من عائلته، وكان ملفه لدى الإم آي 5 في 1916 ضئيلًا للغاية، لم يتضمن سوى تفاصيل عضويته المعروفة أساسًا في جيش المتطوعين الأيرلندي. ورابعًا، بحلول الوقت الذي حوكم فيه دي فاليرا عسكريًا في 8 مايو، كان الضغط السياسي يُمارس على ماكسويل لوقف عمليات الإعدام؛ كان ماكسويل قد أخبر رئيس الوزراء البريطاني إتش. إتش. أسكويث أنه من المقرر إعدام اثنين آخرين فقط، وهما شون ماك ديارمادا وجيمس كونولي، على الرغم من أن محاكمتهما العسكرية كانت في اليوم التالي لدي فاليرا. إن محاكمته المتأخرة والاعتراضات التي قدمتها القنصلية الأمريكية وعدم وجود روابط تاريخية بحركة الفينيان والضغوط السياسية، كلها عواملٌ اجتمعت لإنقاذ حياته، ولو أنه حوكم قبل أسبوع لكان أُعدم رميًا بالرصاص على الأرجح.
يتجادل أنصار دي فاليرا ومنتقدوه حول شجاعته خلال ثورة عيد الفصح. يزعم أنصاره أنه أظهر مهارات قيادية وقدرة على التخطيط الدقيق. في حين يدعي منتقدوه أنه أصيب بانهيار عصبي أثناء الثورة. فوفقًا لروايات من عام 1916، شوهد دي فاليرا يتنقل من مكان إلى آخر راكضًا، ويصدر أوامر متضاربة، رافضًا النوم، وفي إحدى المرات، بعد أن نسي كلمة السر، كاد أن يعرض نفسه لإطلاق النار في الظلام على يد رجاله. ووفقًا لروايات أخرى، استيقظ دي فاليرا فجأة، بعد أن أجبره أحد مرؤوسيه على النوم ووعده بالجلوس بجانبه وإيقاظه إذا لزم الأمر، هائجًا يصرخ، «أشعلوا النار في خط السكة الحديدية! أشعلوا النار في خط السكة الحديدية!». ولاحقًا في معسكر اعتقال باليكينلار، اقترب أحد الموالين لدي فاليرا من أحد المعتقلين، وهو الطبيب والوزير والنائب المستقبلي في البرلمان عن حزب الفين غايل، توم أوهيغينز، وروى القصة وطلب رأيًا طبيًا بشأن حالة دي فاليرا، وهدده بمقاضاته إذا ما ردد القصة على مسامع الآخرين. وبالرغم من كل ذلك، قيل إن البريطانيين اعتبروا قوات دي فاليرا الأفضل تدريبًا والأفضل قيادة بين المتمردين. وكتب مؤلف سيرة دي فاليرا، أنتوني جيه. جوردان، عن هذا الجدل، «مهما كان الذي حدث في بولاند ميلز، أو أي حامية أخرى، فإنه لا ينفي أو يقوض بأي شكل من الأشكال البطولة الاستثنائية «لديف» ورفاقه».
أُطلق سراح دي فاليرا ورفاقه بموجب عفو صدر في يونيو 1917، بعد سجنهم في سجون دارتمور وميدستون ولويس. وفي 10 يوليو 1917، انتُخب عضوًا في البرلمان عن إيست كلير (الدائرة الانتخابية التي مثلها حتى 1959) في انتخابات فرعية عقب وفاة صاحب المنصب السابق، ويلي ريدموند، شقيق زعيم الحزب الأيرلندي جون ريدموند، الذي توفي أثناء القتال في الحرب العالمية الأولى. وفي الانتخابات العامة عام 1918، انتُخب لهذا المقعد ومقعد مايو إيست. ونظرًا لكونه من أتباع سياسة الامتناع عن التصويت، لم يكن دي فاليرا ليحضر الجلسات البرلمانية في ويستمنستر، ولم يتمكن من ذلك حتى لو أراد، لأنه اعتُقل مرة أخرى في مطلع عام 1918.
نظرًا لوفاة معظم قادة التمرد الأيرلنديين الآخرين، انتُخب دي فاليرا في 1917 رئيسًا لحزب الشين فين، الحزب الذي تلقى اللوم على نحو خاطئ في إثارة تمرد عيد الفصح. أصبح هذا الحزب الأداة السياسية التي وجه من خلالها الناجون من الثورة أفكارهم وأهدافهم الجمهورية. كان الرئيس السابق للشين فين، آرثر غريفيث، قد دافع عن نظام ملكي إنجليزي أيرلندي مزدوج على أساس النموذج النمساوي المجري، مع هيئات تشريعية مستقلة لكل من أيرلندا وبريطانيا.

## روابط خارجية
- إيمون دي فاليرا على موقع الموسوعة البريطانية (الإنجليزية)
- إيمون دي فاليرا على موقع مونزينجر (الألمانية)
- إيمون دي فاليرا على موقع ميوزك برينز (الإنجليزية)
- إيمون دي فاليرا على موقع إن إن دي بي (الإنجليزية)